# Jean-Richard Bloch
Jean-Richard Bloch, född 25 maj 1884, död 15 mars 1947, var en fransk författare.
Bloch var av judisk börd och föddes i Elsass i dåvarande Tyskland. Han blev student i Paris, där han bedrev naturvetenskapliga och geografiska studier. 1910 debuterade Bloch som författare och grundade samma år tidskriften L'effort libre, organ för en "revolutionär organisation". Han tog intryck av Georges Sorel och Romain Rolland och betecknade sig som socialist. I novellsamlingen Lévy (1918) och romanen et C:ie (1918) hämtade han motiv från judiska företagarkretsar. La nuit kurde (1925) utspelar sig i orientalisk miljö. Sibylla (1932) är huvudpersonen en dansös, med tydlig förebild hos verklighetens Isadora Duncan. Bloch deltog flitigt i mellankrigstidens kulturdebatt med radikalt hållna inlägg. I Carneval est mort (1920) pläderade Bloch för en ny civilisation; proletariatet skulle adoptera den demokratiska traditionen. Andra inlägg av Bloch var Destin du siècle (1931), Offrande à la politique (1933) och Naissance d'une culture (1936), där han återkom till sina tankar om en folklig kultur. I Espagne, Espagne! (1936) framträdde han till förmån för republikanerna i Spanska inbördeskriget. Bloch blev under 1930-talet alltmer radikal, anslöt sig till Franska kommunistpartiet (PCF), grundade 1937 partiets kvällstidning i Paris Ce soir och medarbetade i partiets tidskrift Commune. Under andra världskriget undkom Bloch till Sovjetunionen, där han stannade fram till krigsslutet.